# Platycheirus isshikii
Platycheirus isshikii är en tvåvingeart som först beskrevs av Matsumura 1916.  Platycheirus isshikii ingår i släktet fotblomflugor, och familjen blomflugor. Inga underarter finns listade i Catalogue of Life.